# Beneficência Portuguesa do Rio de Janeiro
A Beneficência Portuguesa do Rio de Janeiro, mais conhecida como Hospital de Beneficência Portuguesa do Rio de Janeiro ou Sociedade Portuguesa de Beneficência do Rio de Janeiro GCB, é um hospital fundado em 1873 por imigrantes portugueses na cidade do Rio de Janeiro. Foi agraciada com a Grã-Cruz da Ordem de Benemerência a 21 de Agosto de 1940. Atualmente, é um hospital de referência no Rio de Janeiro.